# Apache Love
Apache Love è un cortometraggio muto del 1913 diretto da Frank Montgomery (come Frank E. Montgomery).

## Produzione
Il film fu prodotto dalla Nestor Film Company.

## Distribuzione
Distribuito dall'Universal Film Manufacturing Company, il film - un cortometraggio di una bobina - uscì nelle sale cinematografiche USA il 18 giugno 1913.